# Життя за царя

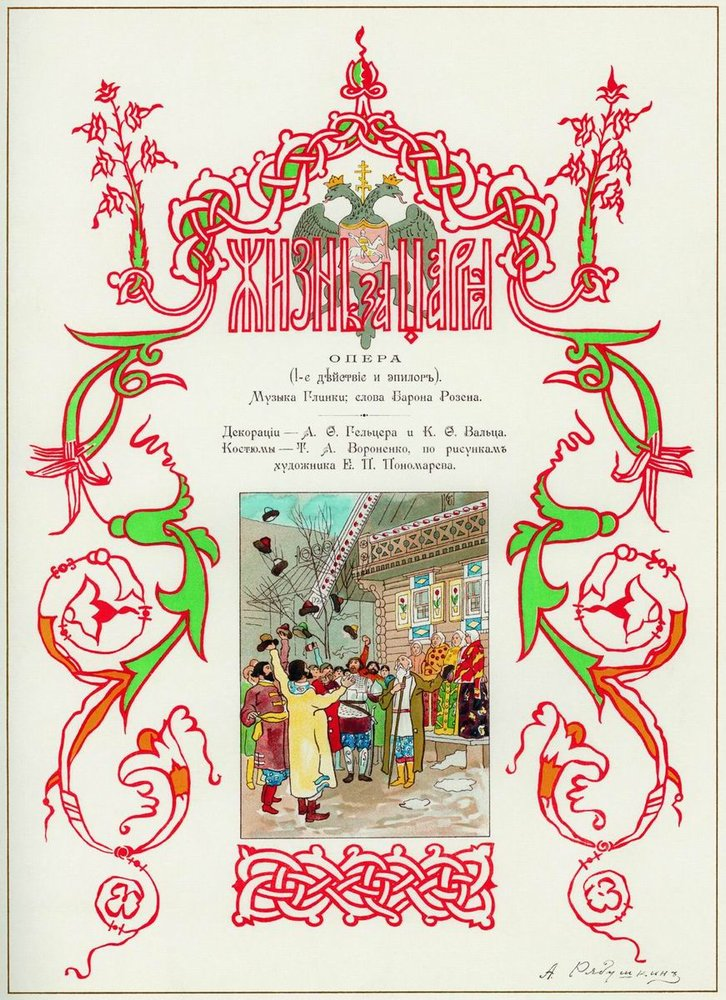
Ескіз плаката

«Життя за царя» («Іван Сусанін») (рос. «Жизнь за царя», «Иван Сусанин») — опера на 4 дії з епілогом російського композитора Михайла Івановича Глінки. Автор лібрето — барон Георгій Розен. У радянський період з ідеологічних міркувань Сергієм Городецьким було створено нове лібрето.

## Історія опери
Легенду про подвиг селянина Івана Сусаніна, що завів загін поляків у непрохідну гущавину і загинув разом із ними, часто використовували російські літератори. Війна 1812 року сколихнула самосвідомість, пробудила інтерес до власної історії. Популярними стають в літературі сюжети на російські історичні теми, серед них — про подвиг костромського селянина Івана Сусаніна. Відомо, що поляки йшли на допомогу своєму воєводі Буркевичу. Заблукали. Дорогу їм зголосився показати селянин Іван Сусанін. Але замість цього завів їх у болото, де з ними й загинув. Однак при творчому підході літераторів до історії стало вважатися, ніби поляки прямували до Костроми, щоб убити 16-річного боярина Михайла Романова, який на той час ще не знав, що його оберуть на царський престол. Є й дослідники, які вважають легенду про Сусаніна як героя дуже спотвореною.
В 1815 році у петербурзькому Великому театрі відбулася прем'єра опери Катерино Кавоса «Іван Сусанін». Автором лібрето був Олександр Шаховський. Опера була написана в стилі французької «опера комік» — діалоги займали майже стільки ж місця, скільки й музика.
Через 20 років за той же самий сюжет береться Глінка. Початково він планував писати оперу за повістю Василя Жуковського «Мар'їна роща», проте поет запропонував іншу тему — тему подвигу костромського селянина Івана Сусаніна. В 1823 році з'явилася поема Кіндрата Рилєєва «Іван Сусанін», що справила помітний вплив на образ головного героя опери. Думка, подана Жуковським, захопила уяву композитора. «…Наче по чарівній дії раптом виник план цілої опери, і думка протиставити російській музиці — польську; нарешті, багато тем і навіть подробиць розробки — все це разом спалахнуло в голові моїй»..
Опера була прийнята до постановки в Петербурзі. Репетиції почалися в травні 1836 року.
Прем'єра опери була призначена на 27 листопада 1836 року на відкриття Великого театру після пожежі. Партію Сусаніна виконував Осип Опанасович Петров. Партію сирітки, прийомного сина Сусаніна, співала ще зовсім молода артистка Анна Яківна Воробйова. Декоративне оздоблення залу для глядачів виконала художня артіль Василя Ширяєва.
У підготовці до вистави брав участь також і молодий Тарас Шевченко — тоді ще невідомий нікому кріпак поміщика Енгельгарда та учень маляра Ширяєва — він зробив підготовчі малюнки для орнаменту залу, що прикрашали плафон, під яким підвішувалася величезна кришталева люстра у золотій оправі — одна з головних деталей. За відмінно виконану роботу під час розпису залу він одержав право бути на спектаклі.

## Постановки
Після революції «Життя за царя» довгий час в СРСР не виконувалася з політичних міркувань. Проте наприкінці 1930-х тодішній головний диригент Великого театру в Москві Самуїл Самосуд запропонував переробити лібрето на радянський лад, цю пропозицію прийняв поет Сергій Городецький. З новим, «радянським» лібрето, опера Глінки була поставлена у Великому театрі в 1939 році режисером Борисом Мордвиновим, постановка отримала схвальні відгуки преси. Щоправда, після відвідування спектаклю особисто Й.Сталіним, в режисуру було внесено деякі правки. За спогадами співачка партії Антоніди Валерії Барсової, Сталін надав «вдумливу і глибоку критику» спектаклю, й, зокрема, запропонував «вивести на сцену Мініна і Пожарського, вивести їх живими, а не показувати у вигляді застиглого монумента, у вигляді пам'ятника». Натомість режисер Мордвинов у 1941 був звинувачений у шпіонажі й засланий на виправні роботи у Воркуту.
Згодом Івана Сусаніна в радянській версії було поставлено і в інших оперних театрах СРСР. З 1945 року виставою «Іван Сусанін» Глінки в різних постановках відкриває щорічний сезон Большой театр. Партію Івана Сусаніна виконував Євген Нестеренко, потім Володимир Маторін. В Київському оперному театрі в радянські часи опера вперше була поставлена в 1940 році, і надалі ставилася у повоєнний час. Український переклад лібрето Городецького здійснив Максим Рильський.
Найзначніша постановка «Сусаніна» на Заході була здійснена в міланському «Ла Скала».

## Лібрето

### Оригінальна редакція
Дія перша
Мешканці села Домніно урочисто зустрічають воїнів, що повертаються після переможної битви проти поляків. Антоніда чекає на свого нареченого, Богдана Собініна. Сусанін, її батько, повідомляє їй, що поляки відступили лише тимчасово і готуються до нової битви. Сусанін твердо вирішив, що весілля Антоніди не відбудеться до тих пір, поки не вдасться вигнати поляків.
З'являється Собінін. Він повідомляє, що «на Москві собор великий обирає нам царя». Почувши добру звістку, Сусанін погоджується на весілля дочки та Собініна.
Дія друга
Бал у Польщі. Поляки передчувають швидку перемогу над Москвою. Танцюють полонез, краков'як, вальс, мазурку.
Танці перериває вісник, що сповіщає погану новину («Судьба разразилась грозою!»). Група молодців викликаються відправитися на Москву і захопити Михайла Романова. Всі впевнені в успіху цього плану, і танці поновлюються.
Дія третя
Ваня сидить зайнятий роботою і співає свою пісню: «Как мать убили у малого птенца». Сусанін повідомляє Вані про обрання Михайла Федоровича на царство. Вони обидва готові постояти за царя. Сусанін кличе Антоніду і благословляє молодих.
Раптово з'являються польські воїни. Вони вимагають, щоб їх провели до царя. Сусанін вирішується втілити підступний план: «Пойду, пойду. Их заведу в болото, в глушь, в трясину, в топь», а Вані тим часом наказує бігти до царя повідомити його про небезпеку. Перед розставанням Сусанін благословляє Антоніду, просить грати весілля без нього й відходить з поляками. Антоніда сумує за своїм батьком (арія «Не о том скорблю, подруженьки»).
Входить Собінін. Антоніда повідомляє йому, що трапилось («Налетели злые коршуны…»). Сповнений рішучості, він збирає військо, щоб визволити Сусаніна.
Дія четверта
Ніч, глухий ліс. Собінін з озброєними селянами в темному лісі, вони шукають поляків («Братцы, в метель, в неведомой глуши»). Ваня прибігає до монастирського маєтку. Йому вдається розбудити бояр, які відправляють його до царя: «Ты, как Божий посол, впереди ступай!».
Глухий ліс. Польські вояки, стомлені, проклинають «проклятого москаля». Сусанін, передчуваючи смерть, згадує свою сім'ю (арія «Ты взойдешь, моя заря»). Поляки викривають підступний план Сусаніна і починають допитувати його, на що той відповідає прямо: «Туда завёл я вас, куда и серый волк не забегал!». За свій вчинок Сусанін отримує смертельну кару..
Епілог
Народні гуляння в Москві. Лунає «Славься, славься, святая Русь». Антоніда, Ваня і Собінін сумують, адже до цього урочистого дня не дожив Сусанін. По сцені проходить військовий загін, вони дивуються, що перед ними родичі Сусаніна, про якого «в народе молва, что спас он царя!». Опера закінчується урочистим хором «Славься», вдалині видно царський поїзд, що направляється в Кремль.

### Редакція Городецького
В редакції Городецького обрання Михайла Федоровича на царство було замінено обранням Мініна воєначальником, що мав очолити війну проти поляків. Відповідно, поляки шукали воєнний табір, де Мінін планував зібрати ополчення. Як і в оригінальній редакції, Сусанін гине, завівши поляків у глухий ліс. Опера закінчується урочистим хором «Славься».